# Химматзода, Мохаммадшариф
Мохаммадшариф Химматзода (6 июля 1951 — 17 марта 2010) — бывший председатель (эмир) Исламской партии возрождения Таджикистана.

## Биография
Родился 6 июля 1951 года в Орджоникидзеабадском районе Таджикистане. После окончания средней школы до января 1992 году работал механиком: сначала на заводе, позднее — на водонапорной станции в Душанбе. Одновременно являлся неофициальным муллой («мулло Шариф»). С конца семидесятых годов участвовал в деятельности исламского подполья. Окончил правовой факультет Пешаварского университета в Пакистане.
В 1990 году возглавил республиканское отделение Исламской партии возрождения, преобразованное в октябре 1991 года в самостоятельную Исламскую партию возрождения Таджикистана. Во время гражданской войны занимался формированием военной структуры партии. В конце 1992 года эмигрировал в Афганистан, являлся одним из лидеров Объединённой таджикской оппозиции.  Входил в состав Комиссии по национальному примирению, первоначально являясь членом политической подкомиссии, позднее, в октябре 1998 года, был назначен Председателем правовой подкомиссии. С 2003 года страдал болезнью онкологического характера и с 2004 года был прикован к постели. На протяжении долгого времени был депутатом нижней палаты парламента Высшего собрания Таджикистана. В 2009 году сложил с себя депутатские полномочия, протестуя против принятия закона «О свободе совести и религиозных объединениях», по его словам, не отвечающего его позиции.
Скончался 17 марта 2010 года после продолжительной болезни.

## Награды
- Орден «Дружбы».